# Winschoten
Winschoten (anhörenⓘ, deutsch veraltet Windschotten) ist eine Stadt und eine ehemalige Gemeinde in der niederländischen Provinz Groningen, die seit 1. Januar 2010 den Sitz der neuen Gemeinde Oldambt bildet. Der Ort zählt heute 18.030 Einwohner (Stand 1. Januar 2024) und eine Fläche von 13,56 km². Winschoten ist bekannt als Mühlen- und Rosenstadt.

## Lage und Wirtschaft

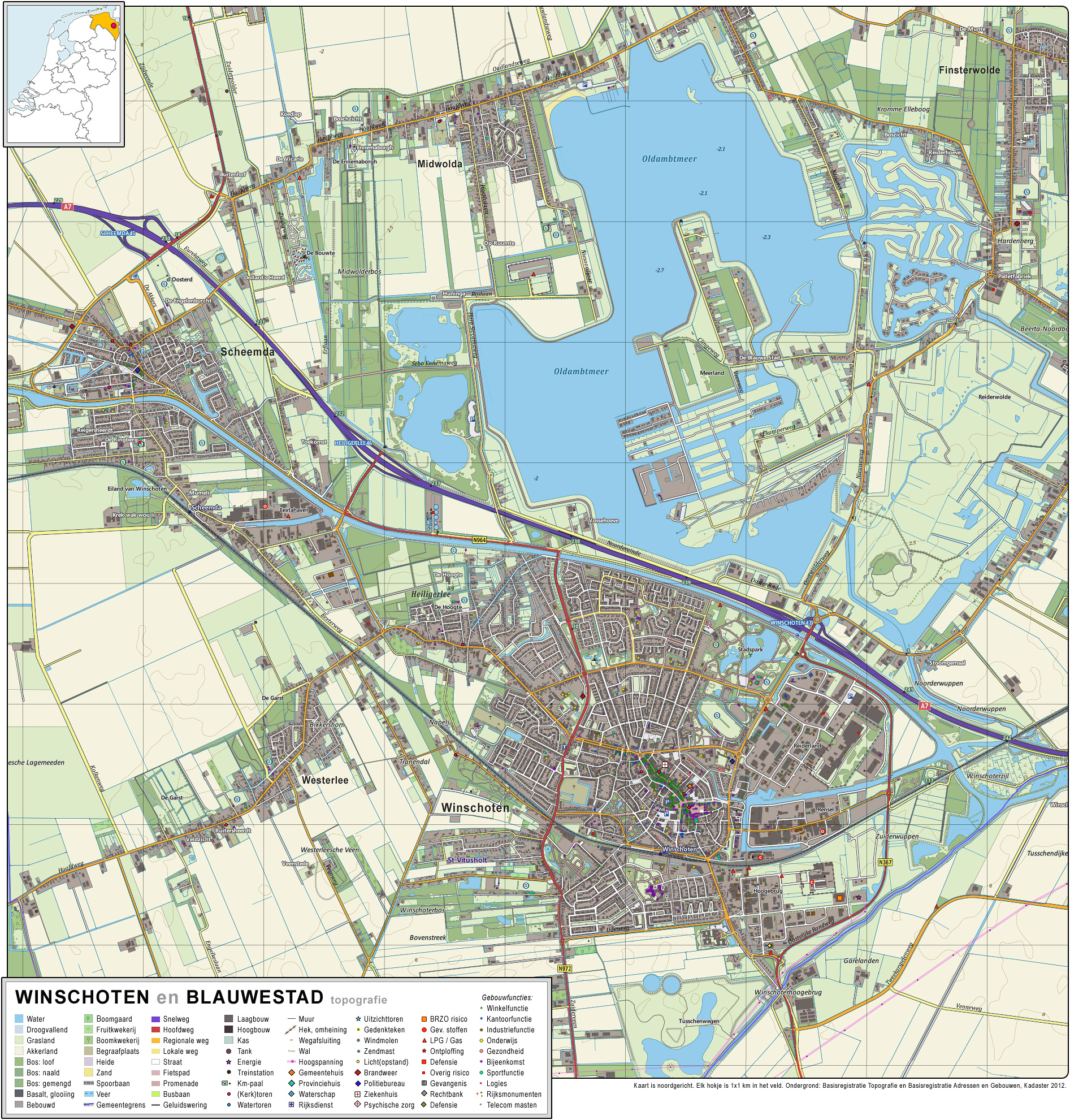
Stadtplan Winschoten mit Blauwestad und Oldambtmeer

Winschoten liegt etwa 35 km östlich der Stadt Groningen, an der Autobahn A7 (E22) nach Leer (Ostfriesland) und Oldenburg. Die Stadt hat einen Bahnhof an der Bahnstrecke Leer–Groningen. Es gibt von hier auch gute Straßen nach Veendam und Stadskanaal. Östlich von Winschoten liegt die ehemalige Gemeinde Reiderland mit dem Kurort Bad Neuschanz.
Winschoten ist nicht nur das Versorgungs- und Verwaltungszentrum der Gemeinde Oldambt, sondern auch für einen Teil der Gemeinde Westerwolde. Winschoten ist auch ein Zentrum der Karton- und Verpackungsindustrie. Der Philips-Konzern hat eine Glasfabrik in der Stadt. Auch gibt es ein Feuerwehrfahrzeugewerk von Ziegler (Feuerwehrbedarf). Außerdem gibt es eine kleine Schiffswerft und einige kleine Fabriken von Maschinenteilen. In der Umgebung werden Rosensträucher gezüchtet.

## Geschichte

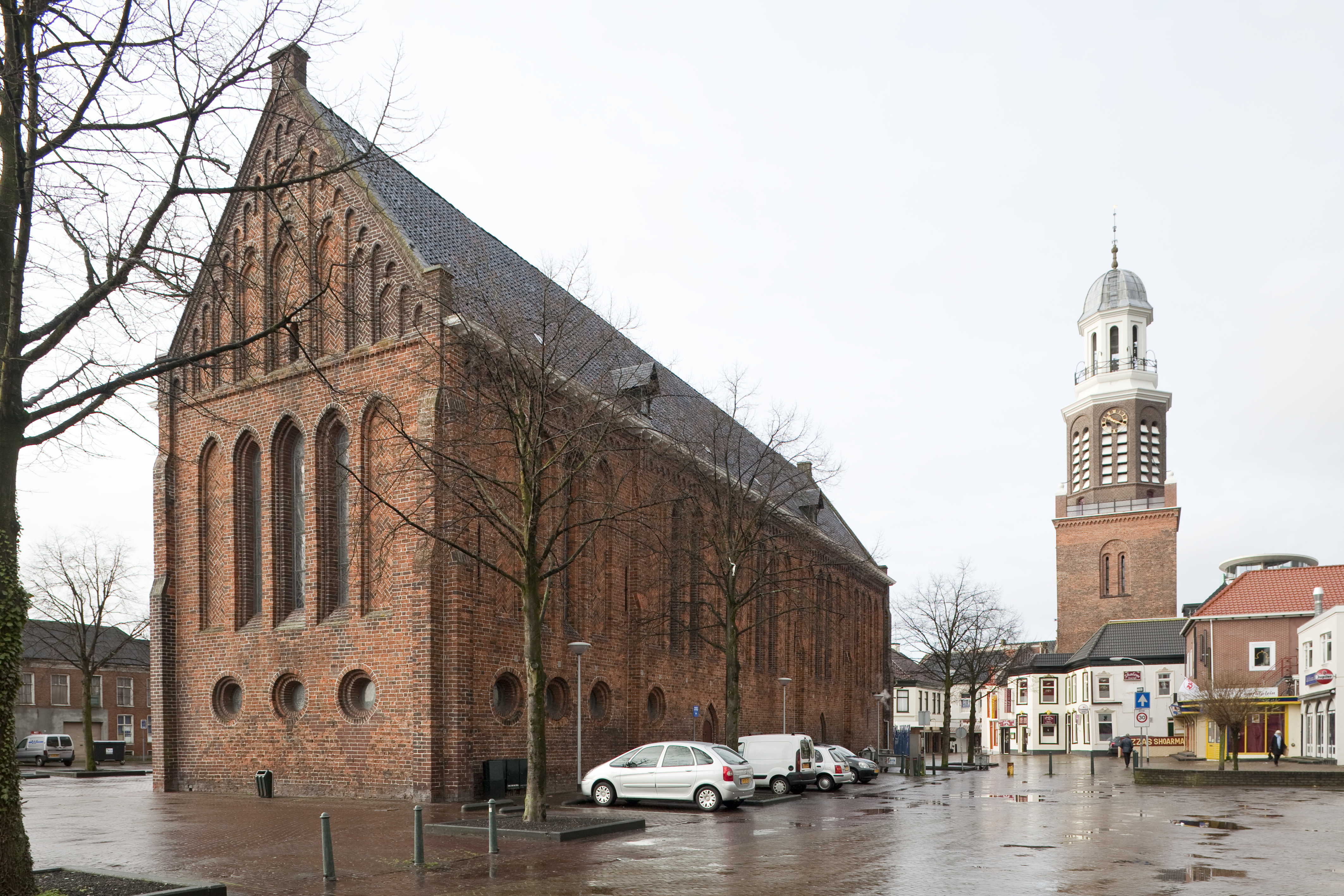
Die Marktkirche mit dem Marktplatz in Winschoten, im Hintergrund der Winschoter Turm

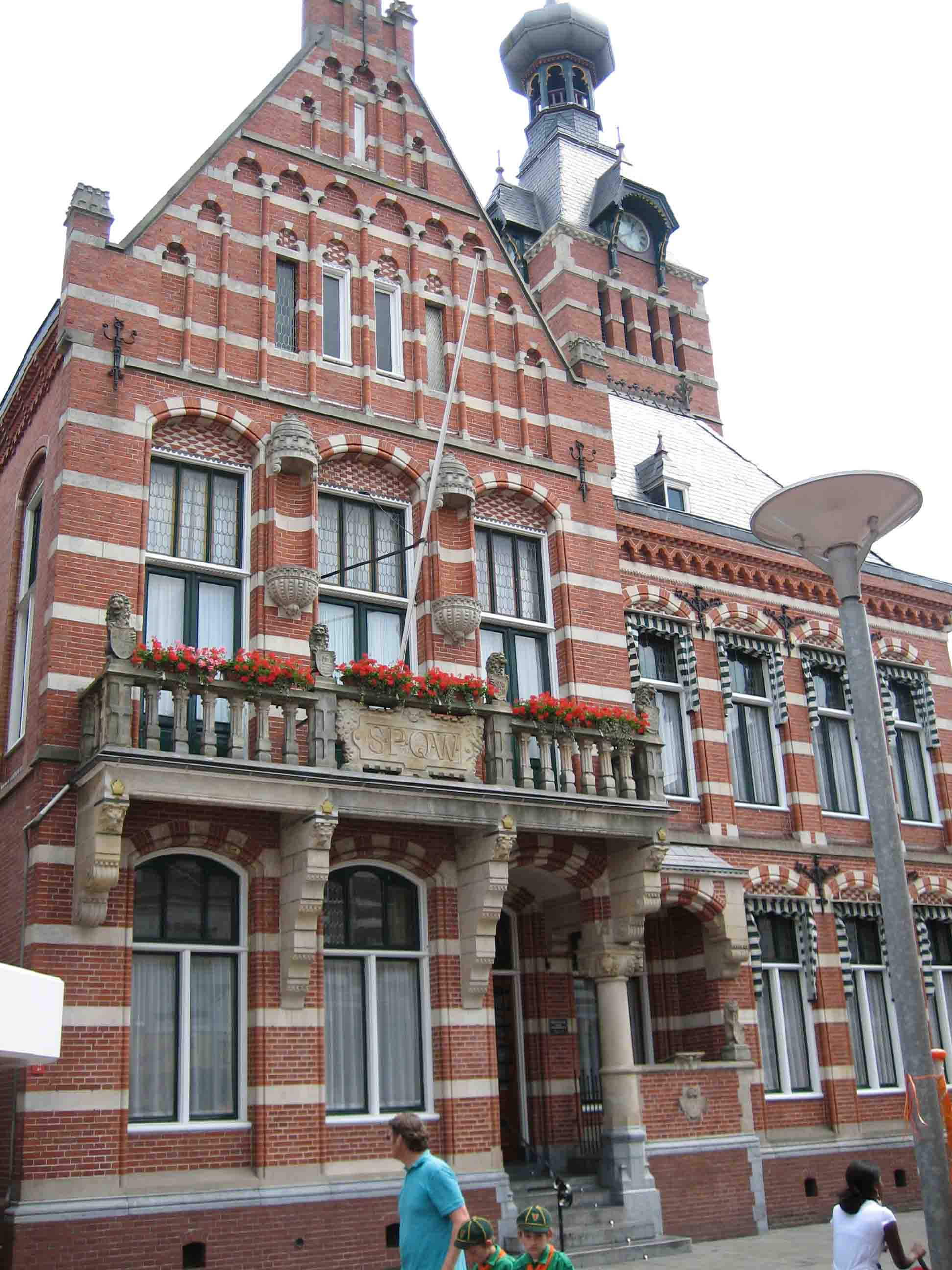
Rathaus von Winschoten

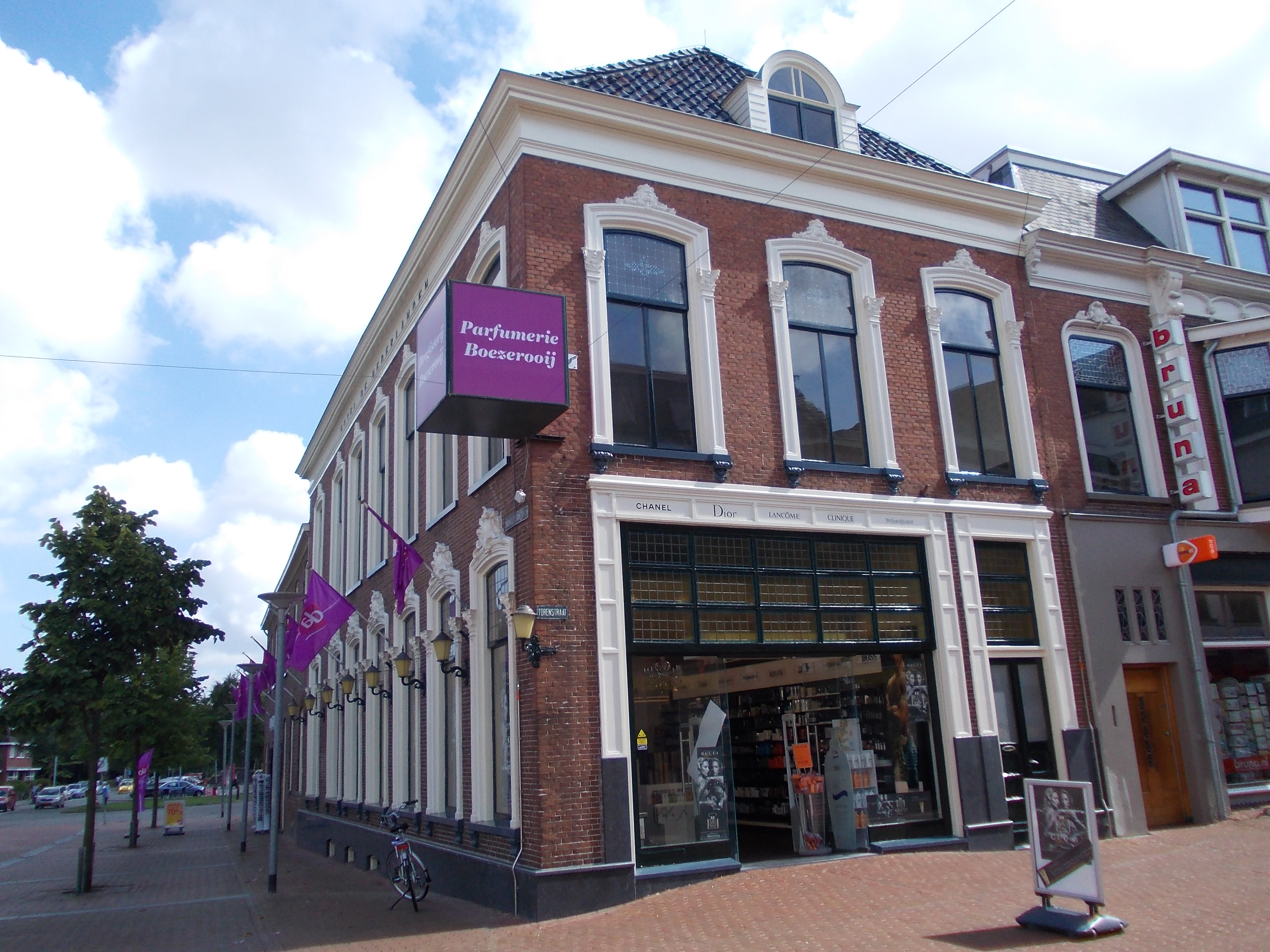
Hotel De Nederlanden

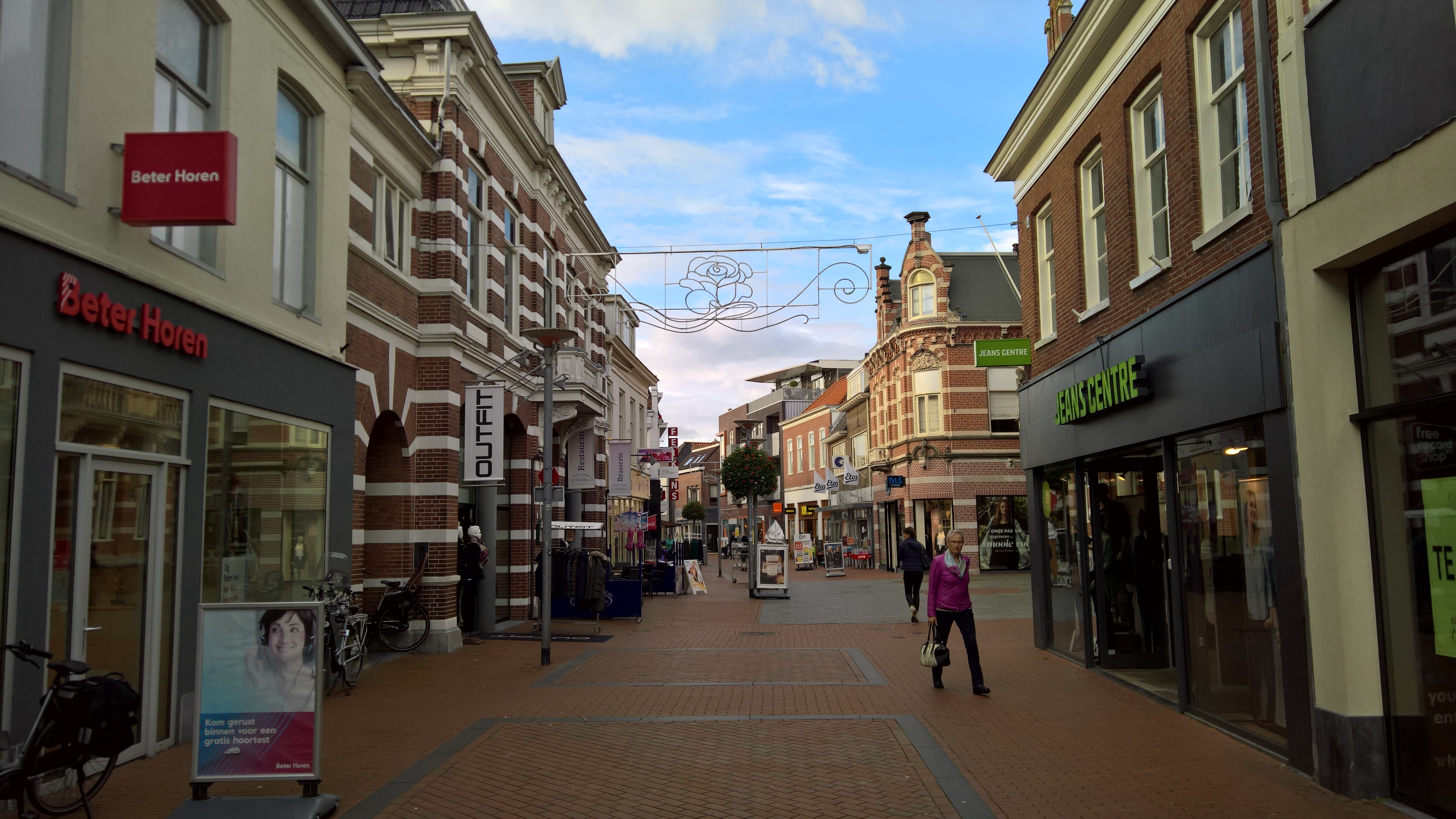
Winkelpromenade: Langestraat

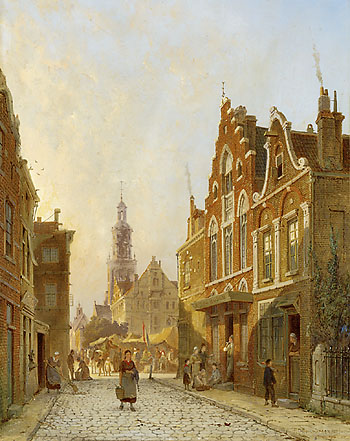
Pieter Cornelis Dommersen: Straße in Winschoten, 1889

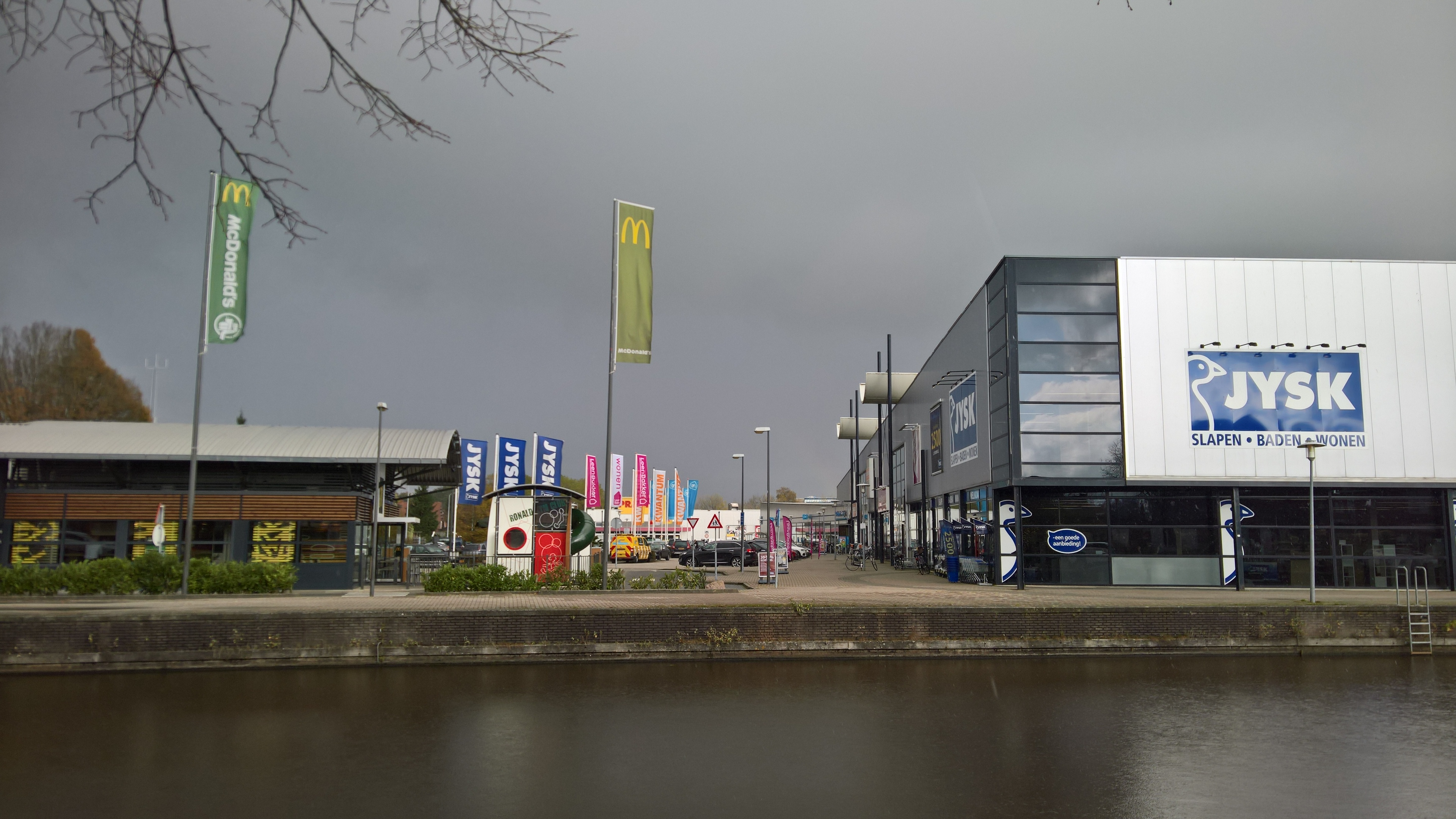
Posttil Einkaufszentrum in Winschoten

Winschoten entwickelte sich im 13. Jahrhundert als Siedlung an der Handelsstraße von Groningen nach Münster, die hier einen Bach kreuzte und wo es Herbergen gab. Bereits vor dem Jahr 1600 wurde es, obwohl es erst 1825 das Stadtrecht erhielt, zu den Städten gerechnet. Im Achtzigjährigen Krieg war es eine Festung.
In der Zeit der Batavischen Republik, des Königreichs Holland und anschließenden französischen Besetzung gewann Winschoten an Bedeutung: 1803 und 1811 erhielt es Gerichte. Die Stadt wurde im 19. Jahrhundert industrialisiert (Eisenbahn-Anschluss 1868), was nicht nur zu Wohlstand führte, sondern auch zu sozialen Unruhen, da die Gegensätze zwischen arm und reich sehr deutlich waren. In der Stadt stehen mehrere Villen, die sich reiche Bauern aus der Umgebung zwischen 1850 und 1910 bauen ließen. Seit 1832 existiert in der Stadt ein humanistisches Gymnasium.
Bereits 1835 gab es einen Aufruhr gegen eine Erhöhung der Grundsteuer. Später wurde Winschoten, wie auch die umliegenden Orte, zu einer Hochburg des Sozialismus, später sogar des Kommunismus in den Niederlanden. Noch im Jahr 1973 kam Winschoten landesweit in die Schlagzeilen, weil es erstmals einen Streik von Frauen gab, die von ihrem Arbeitgeber, der Optilon-Reißverschlussfabrik, gleichen Lohn wie die Männer für gleiche Arbeit forderten. Der Streik selber hatte keinen Erfolg, aber war ein wichtiger Ansatz für die Entwicklung der Frauenbewegung Dolle Mina in den Niederlanden.
Bis zum Zweiten Weltkrieg lebte in Winschoten die relativ größte jüdische Gemeinschaft der Niederlande nach Amsterdam. Im Zweiten Weltkrieg wurden die 500 Juden der Stadt fast alle über das Durchgangslager Westerbork nach Auschwitz und anderen Vernichtungslagern verschleppt. Seitdem gibt es nur noch wenige Juden.

## Touristisches Entwicklungsprojekt Blauwestad
Nördlich von Winschoten befindet sich das Gebiet der Blauwestad (Blaue Stadt), eines der spektakulärsten Landschaftsprojekte seit der Trockenlegung des IJsselmeerpolders: ein neuer See, kanaldurchzogene neue Wohngebiete mit reichlich Ufergrundstücken und ein ausgestrecktes Naturgebiet. Das Herz des Projektes bildet der künstliche See mit einer Größe von über 200 Hektar, das Oldambtmeer. Es gibt auch zwei Badestrände, im Norden bei Midwolda und inmitten des Wohngebietes.

## Verkehr
Die Eisenbahnbrücke über die Ems, die Friesenbrücke, wurde durch eine Schiffskollision im Dezember 2015 beschädigt und anschließend für den Verkehr gesperrt. Bis 2025 soll an dieser Stelle ein Neubau entstehen.
Über die Eisenbahnstrecke Leer–Groningen fahren stündlich Arriva-Regionalzüge von und nach Bad Nieuweschans und halbstündlich nach Groningen sowie ein Schienenersatzverkehr mit Omnibussen nach Leer in Deutschland.

## Sehenswürdigkeiten

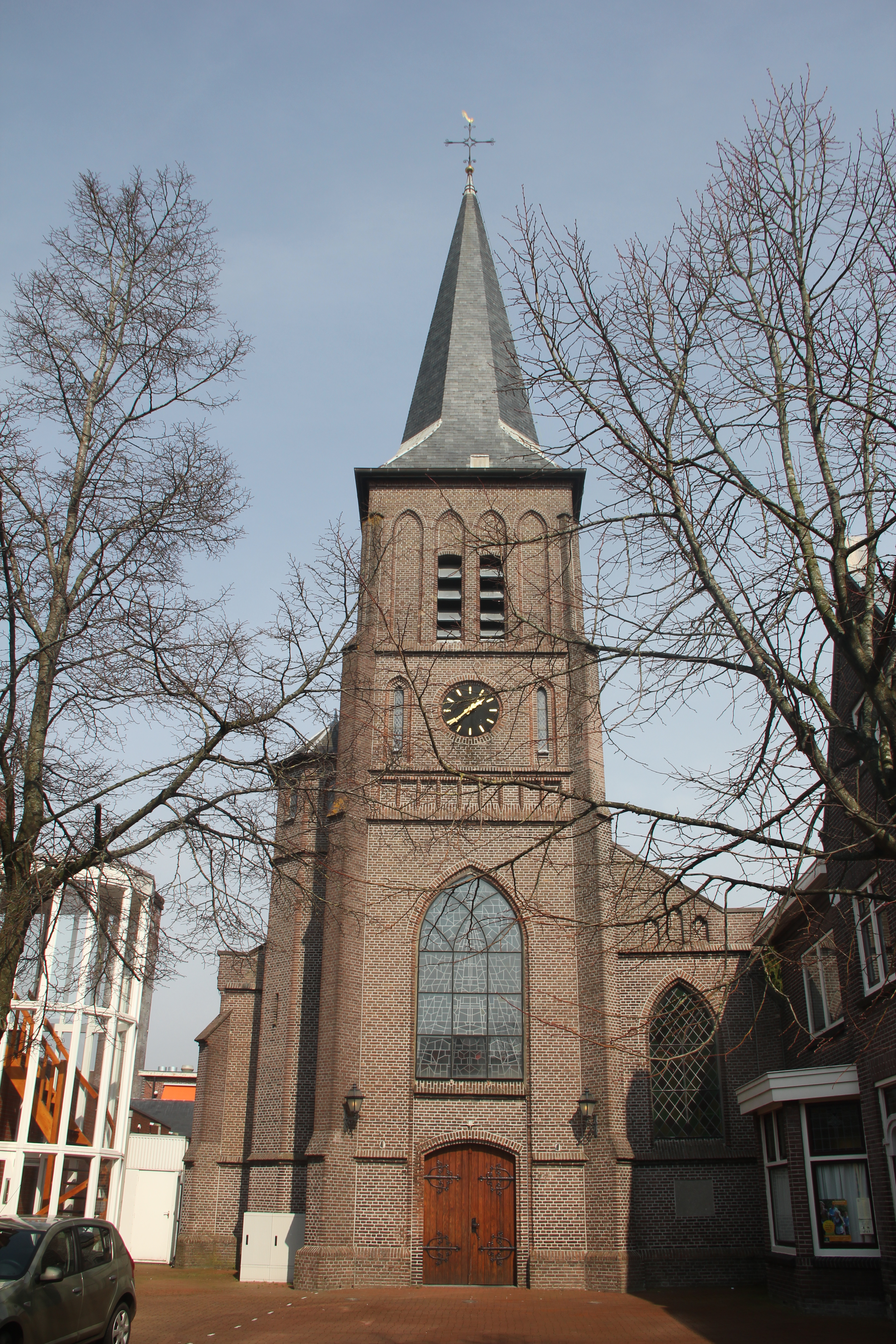
Katholische Sint-Vituskerk in Winschoten

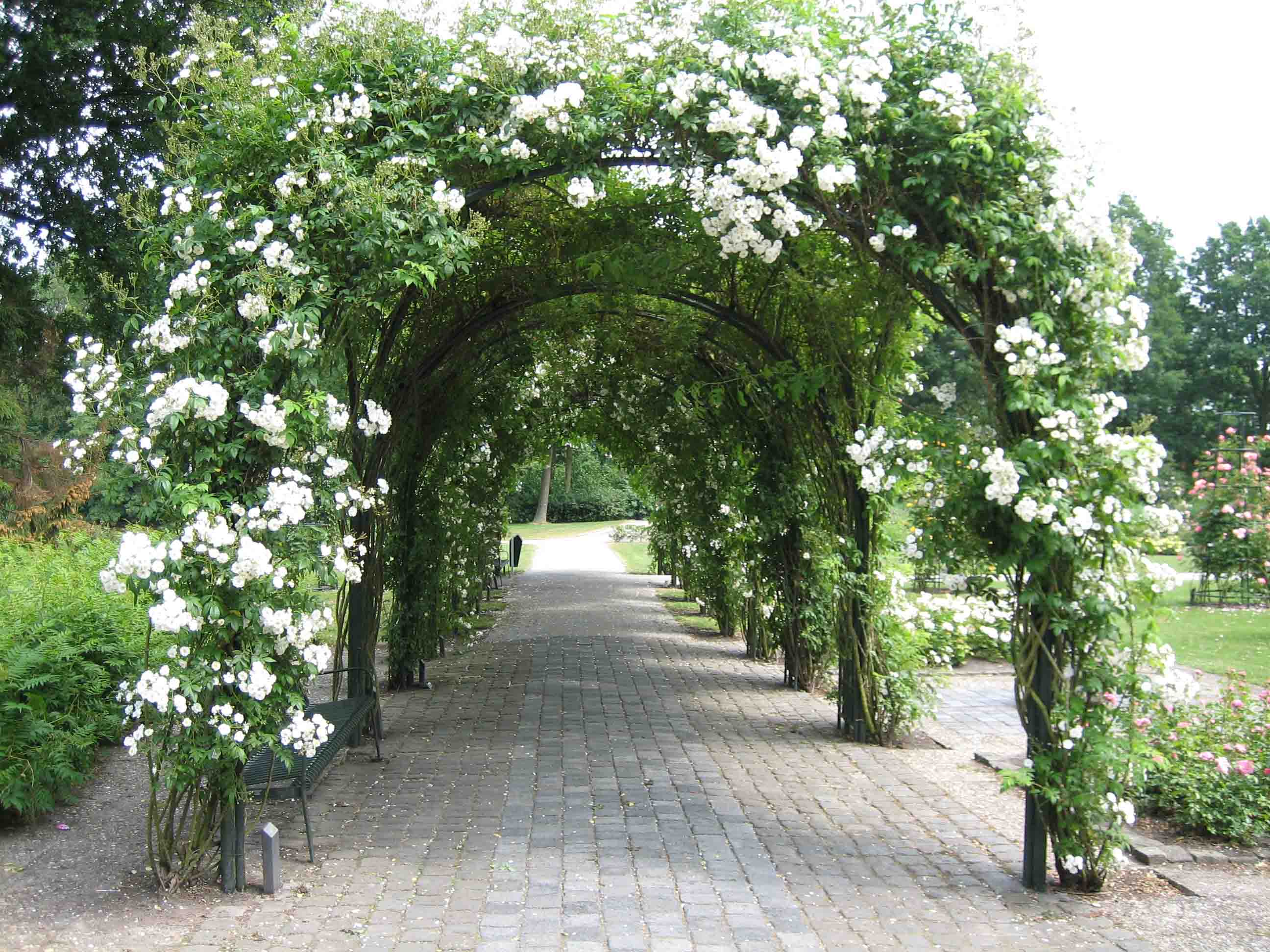
Rosarium in Winschoten

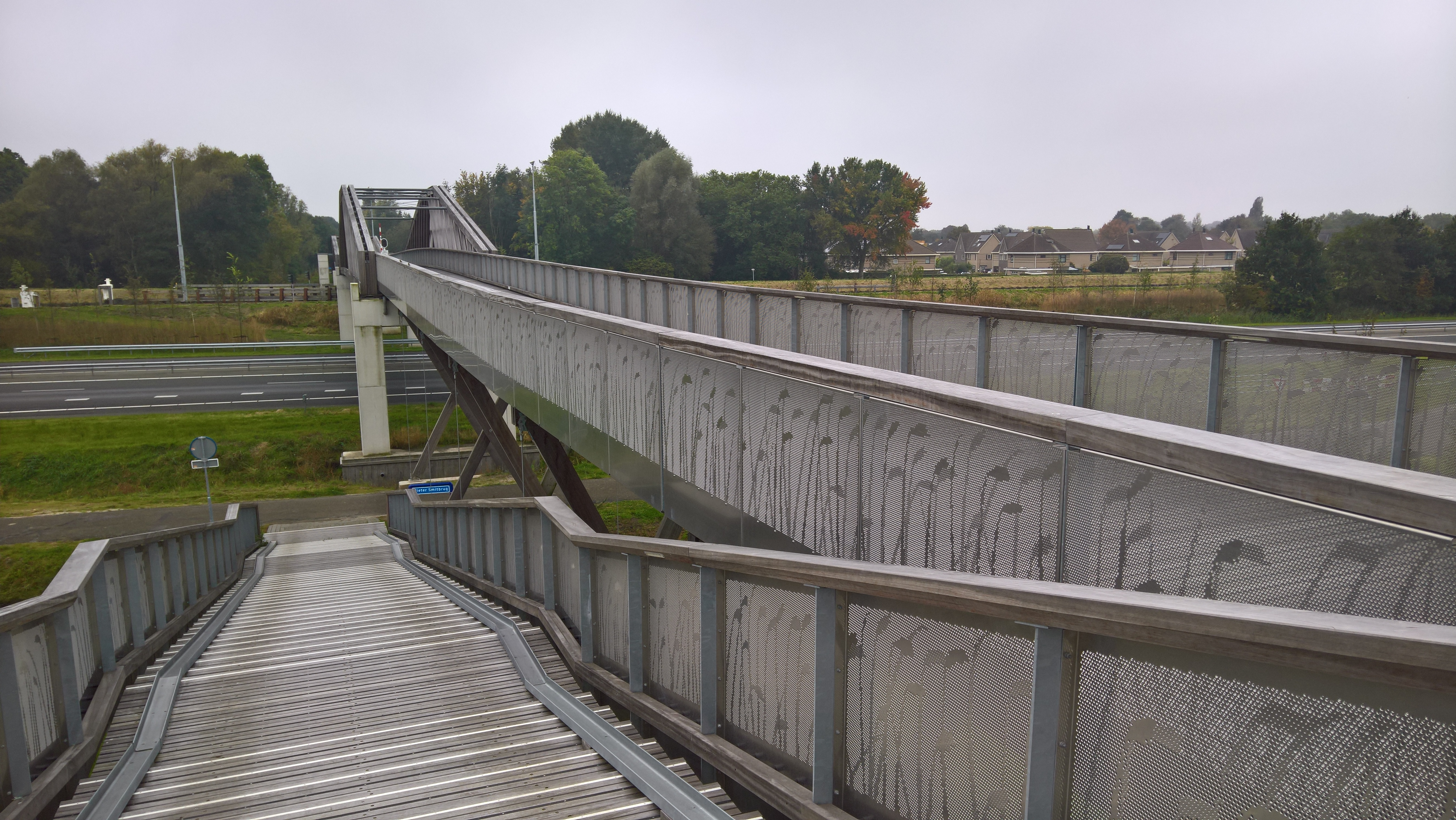
Pieter Smitbrücke nach Blauwestad

- Die alte, jetzt reformierte Kirche am Markt (Marktpleinkerk) wurde im 13. Jahrhundert im romano-gotischen Stil erbaut.
- Die katholische St.-Veits-Kirche (Sint-Vituskerk) wurde im späten 19. Jahrhundert im neogotischen Stil erbaut. Sie ist die Pfarrkirche der ausgedehnten Pfarrei St. Norbert.[3] Sehenswert ist der 1896 von Bernhard Frydag aus Münster geschaffene neugotische Hochaltar. Das Patrozinium der St.-Veits-Kirche ergab sich dadurch, dass Winschoten im Mittelalter unter der Herrschaft des Klosters Corvey stand. In Corvey werden die Reliquien des hl. Veit aufbewahrt; so wählten die Einwohner sich Sankt Veit zum Schutzheiligen. Sankt Veit ist auch auf dem Stadtwappen zu sehen.
- Der Winschoter Turm (Winschoter toren), auf Gronings „Ol witte“ („Der alte Weiße“ genannt), ist Mittwochnachmittag geöffnet und bietet eine gute Aussicht über die Stadt.
- Der Alte Synagoge und das Rabbinerhaus (Rabinaatshuis).
- Die Stadt hat das größte Rosarium der Niederlande.
- Im Stadtzentrum stehen noch drei vollständig erhaltene Windmühlen.
- Im Norden der Stadt wurde im Februar 2021 die mit 800 Metern längste Fahrradbrücke Europas (Pieter Smitbrug) zwischen Winschoten und Blauwestad eröffnet.

## Veranstaltungen
- Seit 1976 wird im September der Run Winschoten ausgetragen, ein Ultramarathon über 100 km.
- Der Jahrmarkt Adrillen (= Allerheiligen) findet am ersten Montag im November statt.

## Politik
| Partei                            | Sitze | Sitze | Sitze | Sitze |
| Partei                            | 1994  | 1998  | 2002  | 2006  |
| --------------------------------- | ----- | ----- | ----- | ----- |
| PvdA                              | 7     | 7     | 6     | 9     |
| GroenLinks                        | 3     | 2     | 2     | 3     |
| VVD                               | 2     | 3     | 3     | 2     |
| CDA                               | 3     | 3     | 3     | 2     |
| ChristenUnie                      | —     | —     | 1     | 1     |
| D66                               | 2     | 1     | 2     | —     |
| SP                                | —     | 1     | —     | —     |
| Algemeen Ouderen Verbond/Unie 55+ | —     | 0     | —     | —     |
| Nieuwe Communistische Partij-NCPN | 0     | —     | —     | —     |
| Gemeentebelangen                  | 0     | —     | —     | —     |
| Gesamt                            | 17    | 17    | 17    | 17    |

## Bilder

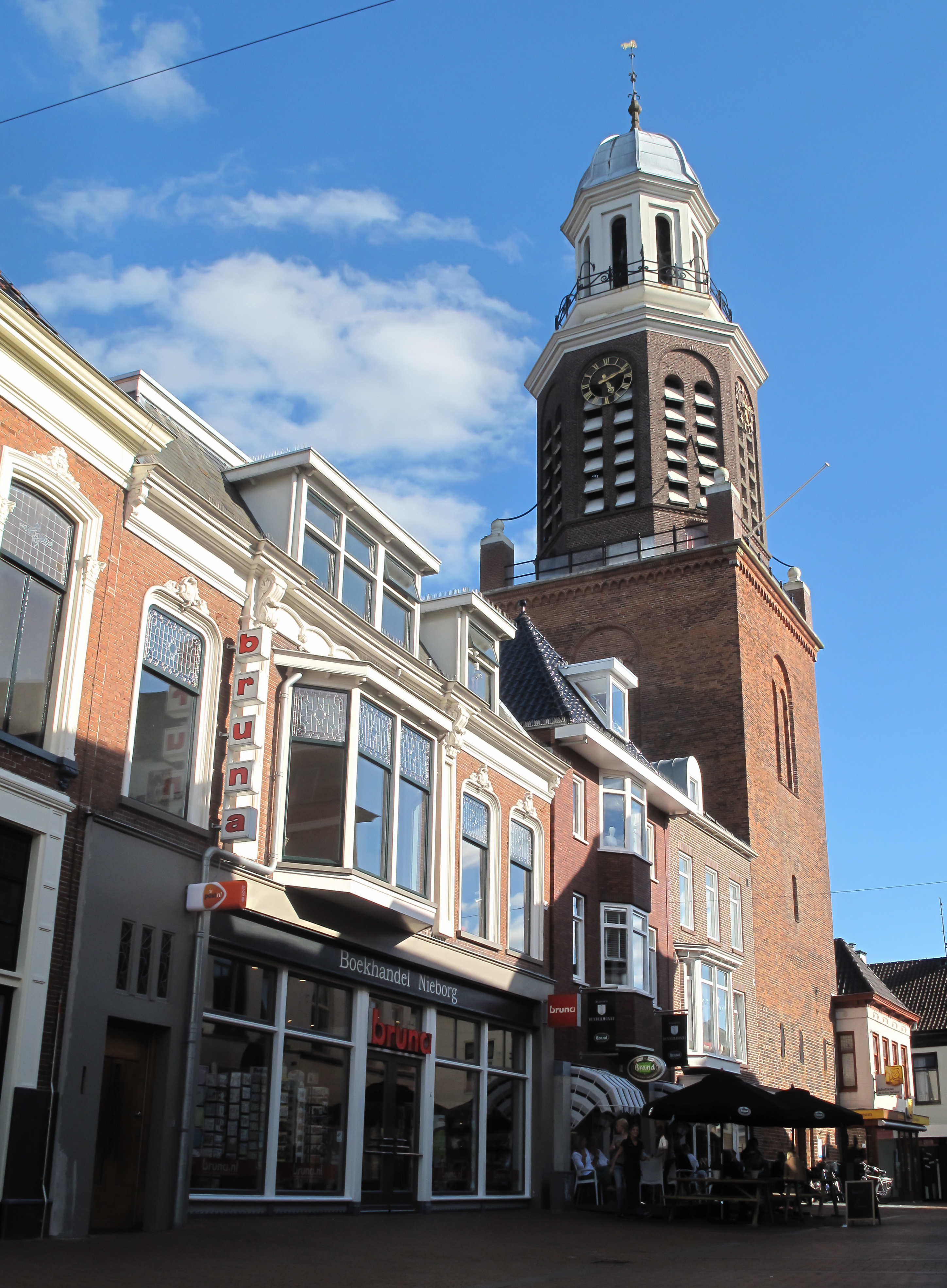
Der Winschoter Turm
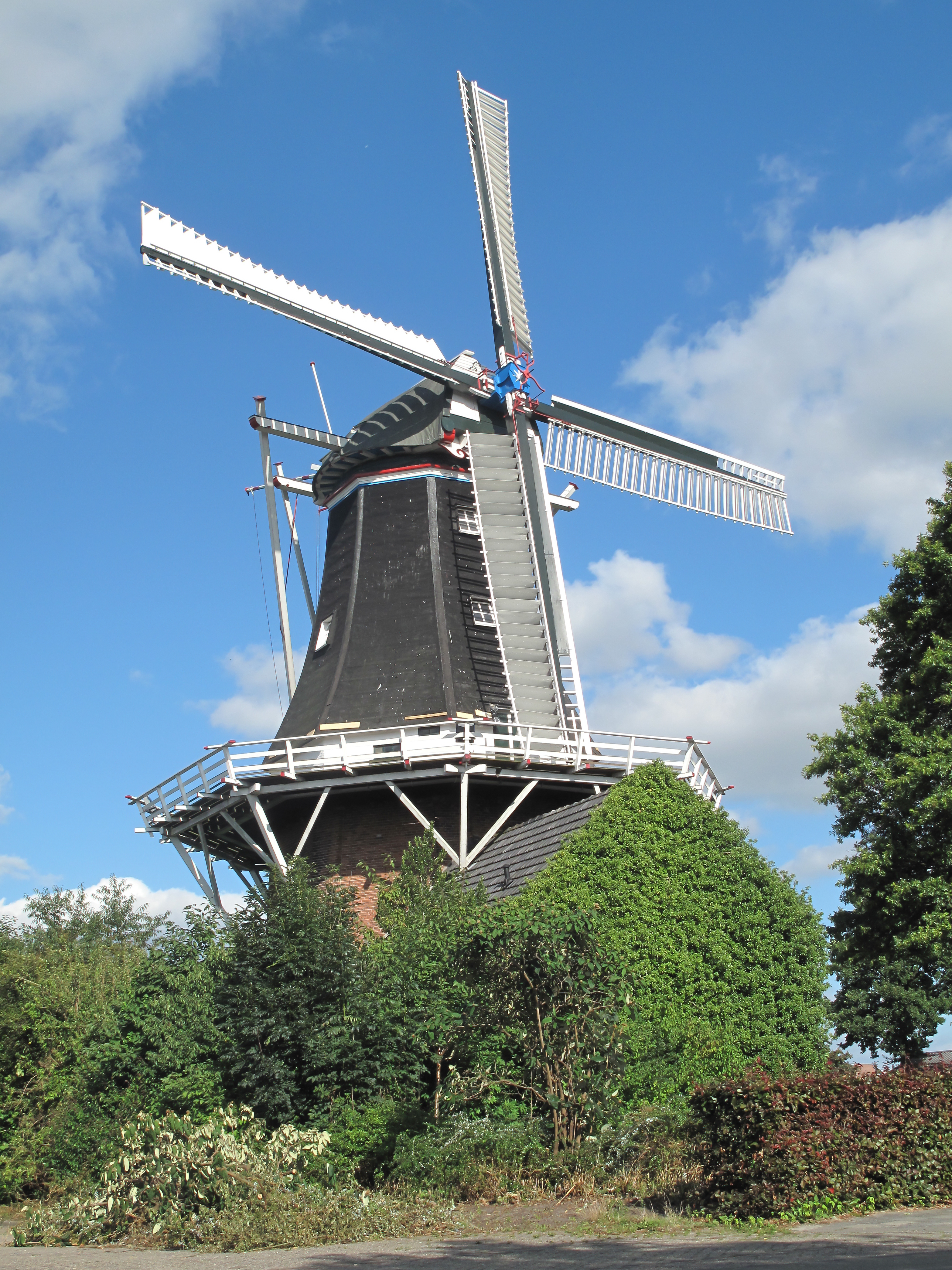
Mühle Berg
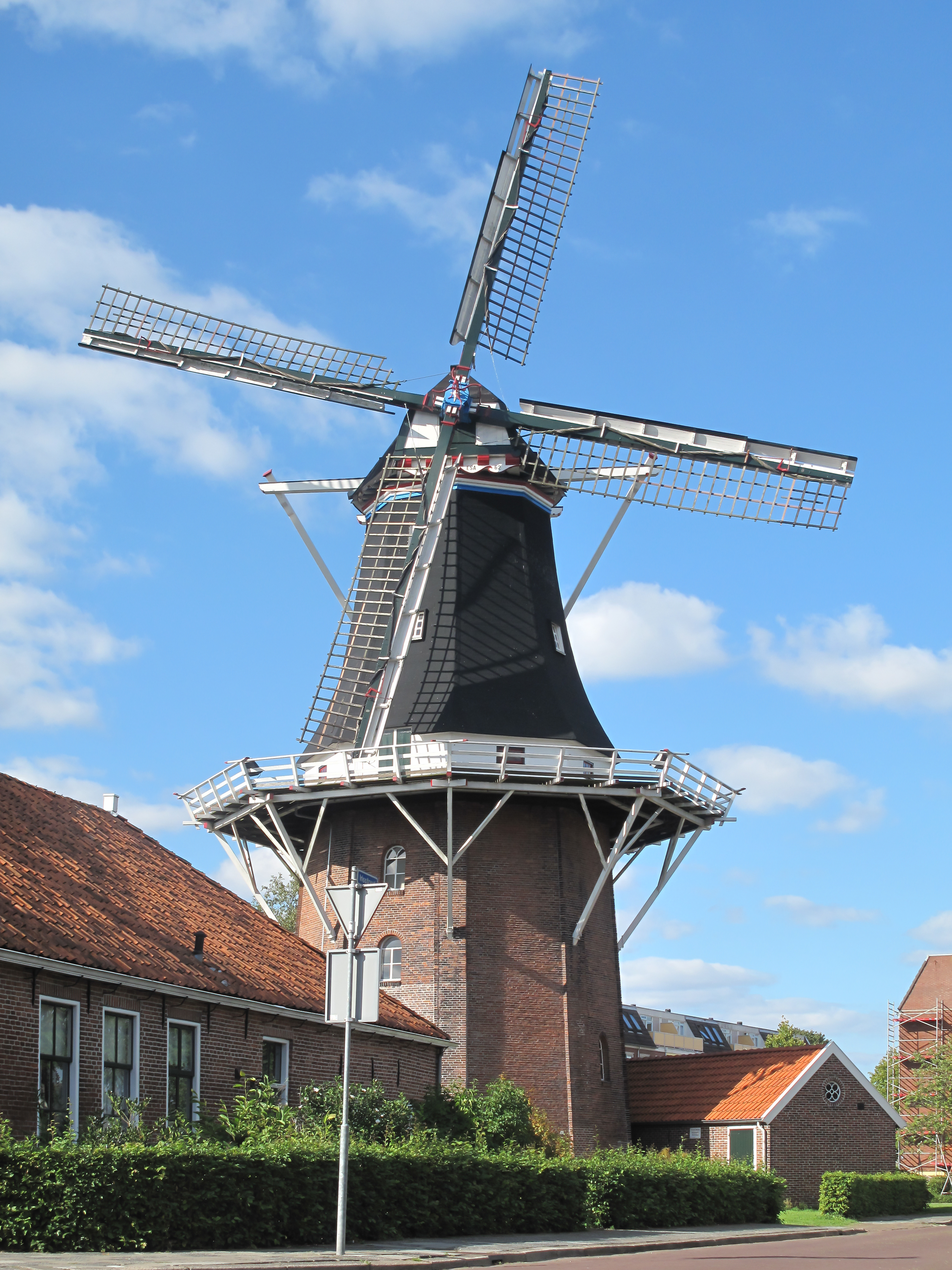
Mühle Dijkstra
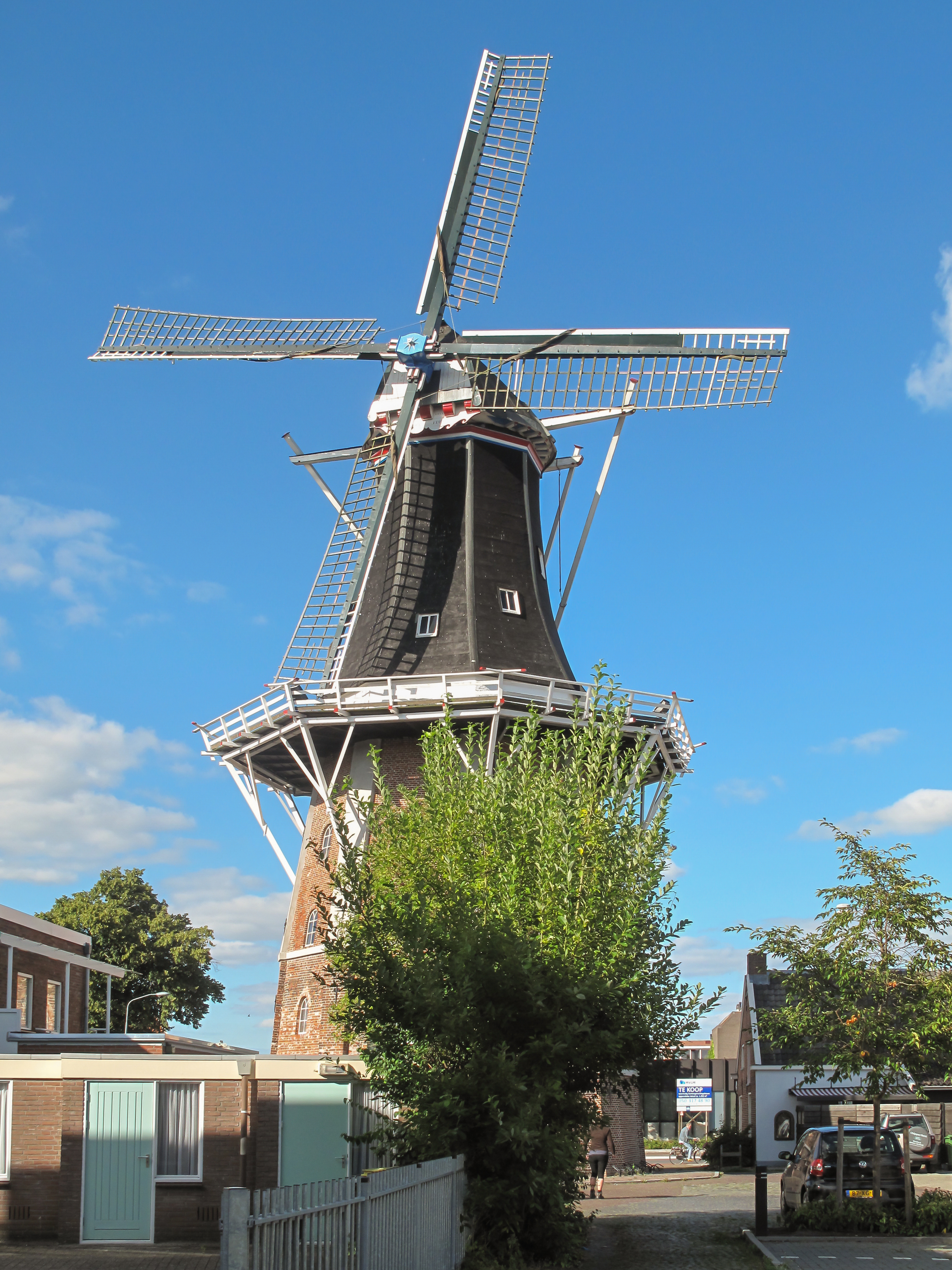
Mühle Edens

## Persönlichkeiten

### Söhne und Töchter der Stadt
- Wilhelmus Schortinghuis (1700–1750), reformierter Theologe und Pietist
- Hendrikus Octavius Wichers (1831–1889), Seeoffizier der Königlichen Marine und Politiker
- Anthony Ewoud Jan Modderman (1838–1885), Rechtswissenschaftler
- Arnold Hendrik Koning (1860–1945), Genre- und Landschaftsmaler
- Titia Gorter (1879–1945), Widerstandskämpferin
- Jan Dommering (1882–1958), Karambolagespieler
- Dirk Stikker (1897–1979), Bankier, Industrieller, Politiker, Diplomat und Badmintonspieler
- Bernard Tellegen (1900–1990), Elektrotechniker
- Johan Gerretsen (1907–1983), Mathematiker
- Iet van Dijk (1919–1973), Ärztin und Judenretterin
- Bas Jan Ader (1942–1975), Video- und Konzeptkünstler
- Piet Hamberg (* 1954), Fußballspieler und -trainer
- Henriëtte Weersing (* 1965), Volleyballnationalspielerin
- Marcel Hensema (* 1970), Theater- und Filmschauspieler
- DJ Isaac (* 1974), Hardstyle-DJ und Musikproduzent
- Sanne Hoekstra (* 1992), Handballspielerin
- Lonneke Uneken (* 2000), Radsportlerin

### Weitere Persönlichkeiten
- Hendrik Leendert Heijkoop (1906–1995), Steuerberater, Prediger, Bibellehrer, Autor der Brüderbewegung und Mitbegründer der Winschotener Konferenz
- Fré Meis (1921–1992), kommunistischer Gewerkschafter und Politiker; fühlte sich mit der Stadt verbunden
- Arie Haan (* 1948), Fußballnationalspieler, später Fußballtrainer

## Städtepartnerschaft
- Fröndenberg in Deutschland (bis August 2017)[5]
- Płońsk (Plöhnen) in Polen